# Винсон, Хелен
Хелен Винсон (англ.  Helen Vinson), имя при рождении Хелен Ральфс (англ.  Helen Rulfs; 17 сентября 1907 — 7 октября 1999) — американская актриса театра и кино 1920—1940-х годов.
За время своей карьеры Винсон сыграла в 40 фильмах, среди которых «Я — беглый каторжник» (1932), «Кража драгоценностей» (1932), «Маленький великан» (1933), «Дело об убийстве в питомнике» (1933), «Сила и слава» (1933), «Бродвей Билл» (1934), «Брачная ночь» (1935), «Лишь на словах» (1939), «Ничего, кроме правды» (1941) и «Тонкий человек едет домой» (1944).

## Ранние годы жизни и начало карьеры
Хелен Винсон, имя при рождении Хелен Ральфс, родилась 17 сентября 1907 года в Бомонте, Техас, в семье исполнительного директора нефтяной компании. Позднее семья переехала в Хьюстон, где Хелен заинтересовалась актёрской профессией.
В 18 лет она сбежала из дома с производителем ковров по имени Гарри Н. Викерман (англ.  Harry N Vickerman). По другим сведениям, Викерман был на пятнадцать лет старше её и происходил из состоятельной филадельфийской семьи.
Винсон училась в Техасском университете в Остине, где познакомилась с Марчем Калмором (англ. March Culmore), режиссёром Маленького театра в Хьюстоне. Калмор взял её в ученицы, и вскоре она играла главные роли в его театре.

## Театральная карьера
В 1927 году Винсон перебралась из Техаса на Бродвей, где появилась в эпизодической роли в спектакле «Лос-Анджелес» (1927—1928), за которой последовало участие в постановках «Смерть берёт отпуск» (1931), «Берлин» (1931—1932) с Сидни Гринстритом и «Роковое алиби» (1932) с Чарльзом Лоутоном.
В 1931 году Винсон добилась широкой известности на Бродвее как исполнительница главной женской роли в фэнтези «Смерть берёт отпуск», сыграв женщину, которая буквально стоит лицом к лицу со смертью (её сыграл Филип Меривейл). В киноверсии 1934 года их роли достались Фредрику Марчу и Эвелин Венейбл.
На Винсон обратили внимание скауты киностудии Warner Brothers, которые «отправили стройную блондинку прямиком в Голливуд».

## Карьера в кинематографе
Винсон дебютировала в кино в лёгкой комедии «Кража драгоценностей» (1932), сыграв «подругу-эпикурейку Кэй Фрэнсис». В своих первых ролях Винсон часто представала в образе «другой» женщины с активной романтической жизнью. В частности, она встала между счастьем Лоретты Янг и Дэвида Мэннерса в роли её богатого жениха в мыльной опере «Они называют это грехом» (1932). В том же году она сыграла заметные роли в романтической мелодраме с Уильмом Пауэллом «Адвокат» (1932) и в криминальной мелодраме с Констанс Беннетт «Двое против мира» (1932).
По мнению кинообозревателя Роланда Бергана, «среди примерно двух десятков фильмов Винсон её самой выдающейся ролью была роль» в классической криминальной драме Мервина Лероя «Я — беглый каторжник» (1932). Как пишет критик, этот фильм предложил «бескомпромиссный взгляд на обращение с преступниками в тюремной системе южного штата после Первой мировой войны, где Винсон олицетворяет единственный луч надежды для сбежавшего заключенного (его сыграл Пол Муни)». С другой стороны, по мнению Гэри Брамбурга, в этом фильме у Винсон «была довольно пресная роль стильной „милой девушки“», ради которой Пол Муни бросает Гленду Фаррелл.
В детективном фильме Майкла Кертиса «Дело об убийстве в питомнике» (1933) с Уильямом Пауэллом в роли Фило Вэнса у Винсон была важная роль соседки и любовницы убитого богатого собаковода, а также любовницы одного из подозреваемых. В финале картины её доберман помогает Вэнсу разоблачить убийцу.
В том же году Винсон появилась ещё в пяти фильмах. Так, в карточной комедии «Большой шлем» (1933) она пытается отбить чемпиона по бриджу (Пол Лукас) у его жены и партнёрши по игре (Лоретта Янг). Социально-политическую драму «Сила и слава» (1933) историк кино Роланд Берган называл «предшественницей „Гражданина Кейна“ (1941)». В этой картине через серию нехронологически выстроенных флэшбеков рассказывается история взлёта и падения рвущегося к власти миллионера Тома Гарнера (Спенсер Трейси). Винсон в этом фильме сыграла роль любовницы сына главного героя, которая в итоге становится причиной самоубийства Тома. Винсон также сыграла главные женские роли в криминальной комедии с Эдвардом Г. Робинсоном «Маленький великан» (1933) и в криминальной драме с Джорджем Рафтом «Полуночный клуб» (1933).
Как заметил историк кино Гэри Брамберг, на студии Warner Brothers ей часто приходилась играть с «миниатюрными звёздами мужского пола, такими как Пол Муни, Эдвард Г. Робинсон, Джеймс Кэгни и Джордж Рафт». Актриса ростом 169 см «была не слишком популярна среди так называемых ведущих мужчин с проблемами роста на Warners, и в результате она быстро потеряла свой контракт с студией».
Год спустя Винсон появилась в шести фильмах, в том числе, на студии Columbia Pictures в комедии Фрэнка Капры «Бродвей Билл» (1934), где актриса сыграла высокомерную безразличную жену, которую главный герой (Уорнер Бакстер) бросает ради работы с любимой скаковой лошадью. В криминальной мелодраме студии RKO Pictures «Жизнь Верджи Уинтерс» (1934) Винсон предстала в образе эгоистичной и жестокой жены успешного политика и бизнесмена (Джон Боулз), который пытается уйти от неё к любимой женщине (Энн Хардинг). Она также сыграла на студии Columbia заметную роль в ансамблевой криминальной комедии Льюиса Майлстоуна «Капитан ненавидит море» (1934) и главную героиню в романтической комедии студии Fox «Когда мужья уходят» (1934) с Уорнером Бакстером в главной роли.
В 1935 году у Винсон было шесть фильмов. В частности, в мелодраме «Брачная ночь» (1935) она сыграла жену главного героя, обанкротившегося и спивающегося писателя Тони Барретта (Гэри Купер), который переселяется из Нью-Йорка на табачную ферму в Коннектикут. Не выдержав такой жизни, героиня Винсон возвращается в Нью-Йорк, а Тони находит свою подлинную любовь в лице соседской дочери (Анна Стэн). В мелодраме «Частные миры» (1935) Винсон сыграла женщину, сводящую с ума жену (Клодетт Кольбер) своего любовника (Шарль Буайе).
В 1935 году Винсон вышла замуж за звезду британского тенниса, неоднократного чемпиона Уимблдона Фреда Перри, и на некоторое время переехала в Англию. Там она снялась в главных женских ролях в нескольких фильмах, среди которых фантастический триллер с Ричардом Диксом «Трансатлантический тоннель» (1935), в котором выступила в роли соблазнительницы женатого архитектора тоннеля, криминальный экшн с Конрадом Вейдтом «Король проклятых» (1935) и мелодрама с Полом Лукасом «Любовь в изгнании» (1936). По словам Брамбурга, «эти фильмы не вызвали особого интереса».
На следующий год Винсон была указана в титрах первой в роли графини в британской романтической комедии «Любовь в ссылке» (1936), после чего вернулась в Голливуд, где сыграла заметные роли в романтической комедии с Робертом Монтгомери «Живи, люби, учись» (1937) и в музыкальной романтической комедии «Мода 1938 года» (1937), где, «одетая в ряд великолепных платьев, она сыграла эгоистичную жену кутюрье (Уорнер Бакстер), которая хочет, чтобы он профинансировал её шоу».
До конца 1930-х годов Винсон сыграла, по словам Брамбурга, «одну из своих самых известных ролей» в «шикарной мелодраме» «Любовь на словах» (1939). В этой винтажной мыльной опере Винсон была доверенной подругой Майды Уокер (Кэй Фрэнсис), коварной и злопамятной жены Алека Уокера (Кэри Грант), который влюбился в добросердечную вдову (Кэрол Ломбард).
В 1940 году Винсон сыграла федерального агента под прикрытием, выдающего себя за роковую женщину, в антинацистской драме «Вражеский агент» (1940), где её партнёром был Ричард Кромвелл. Она также получила заметную роль второго плана в приключенческой комедии «Выжженная зона» (1940), в которой «соперничала с Энн Шеридан за Джеймса Кэгни — но, сыграв другую женщину, она снова проиграла». Она также появилась в главных женских ролях в мелодраме «Женаты и влюблены друг в друга» (1940) и романтической комедии «Вызов на бис» (1940).
В 1941 году у Винсон была роль второго плана в единственной картине, романтической комедии с Бобом Хоупом и Полетт Годдар «Ничего, кроме правды» (1941). Кинокарьера Винсон завершилась в 1944 году, когда она сыграла роль второго плана в криминальной комедии с Уильямом Пауэллом «Тонкий человек едет домой» (1945), исполнила главную роль в криминальной мелодраме «Это наши родители?» (1944), а также роли второго плана в фантастическом фильме ужасов «Леди и монстр» (1944) и в романтической музыкальной комедии «Отколоть старый блок» (1944).

## Актёрское амплуа и оценка творчества
По словам кинокритика Роланда Бергана, Винсон была «высокой, стройной, классной блондинкой», ставшей «одной из самых убедительных актрис в роли „другой женщины“, то есть, внешне более привлекательной женщины, с которой герой развлекается, прежде чем вернуться к хорошей девушке, которую он действительно любит».
В биографии актрисы на сайте AllMovie отмечено, что у неё была «достойная бродвейская карьера», когда в 1932 году она пришла работать на студию Warner Brothers. «Стройная блондинка, в кино она редко играла главные роли, но тем не менее, заняла свою кинематографическую нишу в ролях завораживающих других женщин. У нее был дар передавать свирепость либо попустительство, просто хлопая ресницами или бормоча приятную чепуху».
Историк кино Гэри Брамбург охарактеризовал её следующим образом: «Шикарная, элегантная красавица с легким южным акцентом, она играла как главные, так и второстепенные роли в фильмах, снятых до введения Кодекса Хейса. Она производила сильное впечатление, обмениваясь оскорблениями в роли отчужденной „другой женщины“. Часто несимпатичная, замкнутая в себе и часто стервозная и наносящая удары в спину, она не гнушалась использовать свои женские уловки, чтобы добиться своего».

## Личная жизнь
Хелен Винсон трижды была замужем. В первый раз в 1925 году в возрасте 18 лет она вышла замуж за производителя ковров из Хьюстона Гарри Виккермана (англ.  Harry Vickerman). В 1930 году (по другим сведениям, в 1933 году или в 1934 году), они развелись. Как написал Брамбург, «крах фондовой биржи в 1929 году разрушил бизнес её мужа, а стресс и душевные страдания ускорили бракоразводный процесс всего через пять лет». По другой версии, они развелись, потому что Гарри не одобрял друзей Хелен по шоу бизнесу.
В 1935 году Винсон вышла замуж за знаменитого британского теннисиста Фреда Перри и поселилась в Англии. Она снялась в нескольких британских фильмах, после чего в 1937 году супруги Перри переехали в Голливуд, рассчитывая получить там больше работы. Перри также надеялся, что сможет превратить свою спортивную славу в карьеру в кино. Однако их широко разрекламированный брак был недолгим, продлившись всего пять лет. В 1940 году (по другим сведениям, в 1938 году) они развелись.
В 1945 году Винсон вышла замуж в третий раз за нью-йоркского биржевого маклера и светского льва Дональда Харденбрука (англ.  Donald Hardenbrook). По просьбе мужа Винсон полностью отказалась от продолжения кинокарьеры, чтобы вести образ жизни светской дамы. Пара оставалась вместе до его смерти в 1976 году. Ни в одном из трёх браков у Винсон не было детей.
После выхода на пенсию у Винсон появились новые интересы, в частности, она увлеклась дизайном интерьера. Она часто ездила в Нью-Йорк, чтобы посмотреть бродвейские шоу, навещала друзей в родном штате Техас и наслаждалась Марди Гра в Новом Орлеане. Она любила лошадей, и у нее была личная лошадь по кличке Аррабелла. До конца своей жизни она проживала попеременно в Чапел-Хилл, Северная Каролина, и на острове Нантакет, Массачусетс.

## Смерть
Хелен Винсон умерла 7 октября 1999 года в возрасте 92 лет в Чапел-Хилле, Северная Каролина.

## Фильмография
| Год  |   | Русское название              | Оригинальное название             | Роль                       |
| ---- | - | ----------------------------- | --------------------------------- | -------------------------- |
| 1932 | ф | Кража драгоценностей          | Jewel Robbery                     | Мэриэнн                    |
| 1932 | ф | Я — беглый каторжник          | I Am a Fugitive from a Chain Gang | Хелен                      |
| 1932 | ф | Адвокат                       | Lawyer Man                        | Барбара                    |
| 1932 | ф | Они называют это грехом       | They Call It Sin                  | Энид Холлистер             |
| 1932 | ф | Двое против всего мира        | Two Against the World             | Коринн Уолтон              |
| 1933 | ф | Большой шлем                  | Grand Slam                        | Лола Старр                 |
| 1933 | ф | Дело об убийстве в питомнике  | The Kennel Murder Case            | Дорис Делафилд             |
| 1933 | ф | Маленький великан             | The Little Giant                  | Полли Кэсс                 |
| 1933 | ф | Полуночный клуб               | Midnight Club                     | Айрис Уитни                |
| 1933 | ф | Сила и слава                  | The Power and the Glory           | Ив Борден                  |
| 1933 | ф | Подержанная жена              | Second Hand Wife                  | Бетти Кавендиш             |
| 1934 | ф | Когда мужья уходят            | As Husbands Go                    | Люсиль Лингард             |
| 1934 | ф | Бродвей Билл                  | Broadway Bill                     | Маргарет                   |
| 1934 | ф | Капитан ненавидит море        | The Captain Hates the Sea         | Джанет Грейсон             |
| 1934 | ф | Дар болтовни                  | Gift of Gab                       | медсестра                  |
| 1934 | ф | Давай попробуем ещё раз       | Let's Try Again                   | Энн / Нэн Блейк            |
| 1934 | ф | Жизнь Верджи Уинтерс          | The Life of Vergie Winters        | Лора Шэдвелл               |
| 1935 | ф | Время безрассудства           | Age of Indiscretion               | Ив Ленхарт                 |
| 1935 | ф | Король проклятых              | King of the Damned                | Анна Курвин                |
| 1935 | ф | Печально известный джентльмен | A Notorious Gentleman             | Нина Торн                  |
| 1935 | ф | Частные миры                  | Private Worlds                    | Клэр Моне                  |
| 1935 | ф | Трансатлантический тоннель    | The Tunnel                        | Варлиа Ллойд               |
| 1935 | ф | Брачная ночь                  | The Wedding Night                 | Дора Барретт               |
| 1936 | ф | Любовь в изгнании             | Love in Exile                     | графиня Ксандра Сент Арион |
| 1936 | ф | Воссоединение                 | Reunion                           | Глория Шеридан             |
| 1937 | ф | Жизнь, любовь и учеба         | Live, Love and Learn              | Лили Чалмерс               |
| 1937 | ф | Мода 1938-го года             | Vogues of 1938                    | Мэри Карсон                |
| 1939 | ф | Лишь на словах                | In Name Only                      | Сюзанна                    |
| 1940 | ф | Завтра и послезавтра          | Beyond Tomorrow                   | Арлен Терри                |
| 1940 | ф | Вызов на бис                  | Curtain Call                      | Шарлотта Морли             |
| 1940 | ф | Вражеский агент               | Enemy Agent                       | Айрин Хантер               |
| 1940 | ф | Женатые и влюблённые          | Married and in Love               | Дорис Уайлдинг             |
| 1940 | ф | Выжженная зона                | Torrid Zone                       | Глория Андерсон            |
| 1940 | ф | Мальчик из Бауэри             | Bowery Boy                        | Пегги Уинтерс              |
| 1941 | ф | Ничего, кроме правды          | Nothing But the Truth             | Линда Грэм                 |
| 1944 | ф | Это наши родители?            | Are These Our Parents?            | Майра Солсбери             |
| 1944 | ф | Отколоть старый блок          | Chip Off the Old Block            | Глория Марлоу - младшая    |
| 1944 | ф | Леди и монстр                 | The Lady and the Monster          | Хлои Донован               |
| 1944 | ф | Тонкий человек едет домой     | The Thin Man Goes Home            | Хелена Драк                |